# Nuoto artistico ai campionati europei di nuoto 2022
Le gare di nuoto artistico ai Campionati europei di nuoto 2022 si sono svolte dall'11 al 15 agosto 2022, presso lo Stadio Nicola Pietrangeli di Roma.

## Podi

### Uomini
| Evento                       | Oro              | Punti   | Argento               | Punti   | Bronzo               | Punti   |
| Singolo                      |                  |         |                       |         |                      |         |
| Programma tecnico (dettagli) | Giorgio Minisini | 85.7033 | Fernando Diaz Del Rio | 79.4951 | Ivan Martinovic      | 58.8834 |
| Programma libero (dettagli)  | Giorgio Minisini | 88.4667 | Fernando Diaz Del Rio | 83.3333 | Quentin Rakotomalala | 78.0000 |

### Donne
| Evento                         | Oro | Punti   | Argento | Punti   | Bronzo | Punti   |
| Singolo                        | |         | |         | |         |
| Programma tecnico (dettagli)   | Marta Fjedina | 92.6394 | Linda Cerruti | 90.0156 | Vasiliki Alexandri | 90.0156 |
| Programma libero (dettagli)    | Marta Fjedina | 94.6333 | Linda Cerruti | 92.1000 | Vasiliki Alexandri | 91.8333 |
| Duo                            | |         | |         | |         |
| Programma tecnico (dettagli)   | Ucraina Maryna Aleksiyiva Vladyslava Aleksiyiva | 92.8538 | Austria Anna-Maria Alexandri Eirini-Marina Alexandri | 91.9852 | Italia Linda Cerruti Costanza Ferro | 90.3577 |
| Programma libero (dettagli)    | Ucraina Maryna Aleksiyiva Vladyslava Aleksiyiva | 94.7333 | Austria Anna-Maria Alexandri Eirini-Marina Alexandri | 93.0000 | Italia Linda Cerruti Costanza Ferro | 91.7000 |
| Squadra                        | |         | |         | |         |
| Programma tecnico (dettagli)   | Ucraina Maryna Aleksiyiva Vladyslava Aleksiyiva Olesia Derevianchenko Marta Fjedina Veronika Hryško Anhelina Ovchynnikova Anastasiia Shmonina Valeriya Tyshchenko                                    | 92.5106 | Italia Domiziana Cavanna Linda Cerruti Costanza Di Camillo Costanza Ferro Gemma Galli Marta Iacoacci Enrica Piccoli Francesca Zunino                           | 90.3772 | Francia Ambre Esnault Laura González Mayssa Guermoud Oriane Jaillardon Maureen Jenkins Romane Lunel Eve Planeix Charlotte Tremble                                                              | 88.0093 |
| Programma libero (dettagli)    | Ucraina Maryna Aleksiyiva Vladyslava Aleksiyiva Olesia Derevianchenko Marta Fjedina Veronika Hryško Anhelina Ovchynnikova Anastasiia Shmonina Valeriya Tyshchenko                                    | 95.1000 | Italia Domiziana Cavanna Linda Cerruti Costanza Di Camillo Costanza Ferro Gemma Galli Marta Iacoacci Enrica Piccoli Francesca Zunino                           | 92.6667 | Francia Ambre Esnault Laura González Mayssa Guermoud Oriane Jaillardon Maureen Jenkins Romane Lunel Eve Planeix Charlotte Tremble                                                              | 90.5667 |
| Programma combinato (dettagli) | Ucraina Maryna Aleksiyiva Vladyslava Aleksiyiva Olesia Derevianchenko Marta Fjedina Veronika Hryško Sofiia Matsiievska Daria Moshynska Anhelina Ovchynnikova Anastasiia Shmonina Valeriya Tyshchenko | 95.2000 | Italia Domiziana Cavanna Linda Cerruti Costanza Di Camillo Costanza Ferro Gemma Galli Marta Iacoacci Marta Murru Enrica Piccoli Federica Sala Francesca Zunino | 92.6667 | Grecia Zoi Agrafioti Maria Alzigkouzi Kominea Eleni Fragkaki Krystalenia Gialama Zoi Karangelou Maria Karapanagiotou Danai Kariori Ifigeneia Krommydaki Sofia Malkogeorgou Andriana Misikevych | 89.4000 |
| Highlights (dettagli)          | Ucraina Maryna Aleksiyiva Vladyslava Aleksiyiva Olesia Derevianchenko Marta Fjedina Veronika Hryško Sofiia Matsiievska Daria Moshynska Anhelina Ovchynnikova Anastasiia Shmonina Valeriya Tyshchenko | 94.0667 | Italia Domiziana Cavanna Linda Cerruti Costanza Di Camillo Costanza Ferro Gemma Galli Marta Iacoacci Marta Murru Enrica Piccoli Federica Sala Francesca Zunino | 91.7000 | Francia Camille Bravard Manon Disbeaux Ambre Esnault Laura González Mayssa Guermoud Maureen Jenkins Romane Lunel Eve Planeix Charlotte Tremble Mathilde Vigneres                               | 89.2000 |

### Misto
| Evento                       | Oro                                       | Punti   | Argento                      | Punti   | Bronzo                                       | Punti   |
| Duo                          |                                           |         |                              |         |                                              |         |
| Programma tecnico (dettagli) | Italia Giorgio Minisini Lucrezia Ruggiero | 89.3679 | Spagna Emma García Pau Ribes | 83.7546 | Slovacchia Jozef Solymosy Silvia Solymosyová | 75.5914 |
| Programma libero (dettagli)  | Italia Giorgio Minisini Lucrezia Ruggiero | 89.7333 | Spagna Emma García Pau Ribes | 84.7667 | Slovacchia Jozef Solymosy Silvia Solymosyová | 77.0333 |

## Medagliere
Nazione ospitante 
| Posiz. | Nazione    | Oro | Argento | Bronzo | Totale |
| ------ | ---------- | --- | ------- | ------ | ------ |
| 1      | Ucraina    | 8   | 0       | 0      | 8      |
| 2      | Italia     | 4   | 6       | 2      | 12     |
| 3      | Spagna     | 0   | 4       | 0      | 4      |
| 4      | Austria    | 0   | 2       | 2      | 4      |
| 5      | Francia    | 0   | 0       | 4      | 4      |
| 6      | Slovacchia | 0   | 0       | 2      | 2      |
| 7      | Serbia     | 0   | 0       | 1      | 1      |
| 7      | Grecia     | 0   | 0       | 1      | 1      |
| Totale | Totale     | 12  | 12      | 12     | 36     |